# Conacmella vagans
Conacmella vagans је пуж из реда Littorinimorpha и фамилије Assimineidae.

## Угроженост
Подаци о распрострањености ове врсте су недовољни.

## Распрострањење
Ареал врсте је ограничен на једну државу. 
Јапан је једино познато природно станиште врсте.